# Roblecito
Roblecito est une localité de la paroisse civile de Chaguaramas dans la municipalité de Chaguaramas dans l'État de Guárico au Venezuela.

## Personnalités liées
- Yubirí Ortega (1950-) : ancienne ministre vénézuélienne de l'Environnement de 2007 à 2010, née dans la localité.